# Calluga gyroducta
Calluga gyroducta är en fjärilsart som beskrevs av Fletcher 1957. Calluga gyroducta ingår i släktet Calluga och familjen mätare. Inga underarter finns listade i Catalogue of Life.